# 6–19 Woodside Crescent

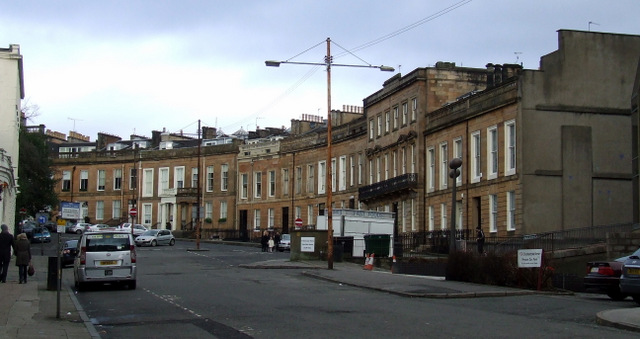
Die im Bogen geführte Gebäudezeile im Bildhintergrund

Unter der Adresse 6–19 Woodside Crescent in der schottischen Stadt Glasgow befindet sich ein Ensemble von Wohngebäuden. 1970 wurde das Bauwerk als Einzeldenkmal in die schottischen Denkmallisten zunächst in der Kategorie B aufgenommen. Die Hochstufung in die höchste Denkmalkategorie A erfolgte 1986. Des Weiteren ist die Gebäudezeile Teil eines umfassenderen Denkmalensembles der Kategorie A.

## Geschichte
Die Gebäude entstanden unter der Bezeichnung Britannia Place im Jahre 1831. Für den Entwurf zeichnet der schottische Architekt George Smith in Zusammenarbeit mit John Baird verantwortlich. Hausnummer 19 wurde im Jahre 1890 überarbeitet und 1899 ein Waschhaus an der Rückseite hinzugefügt. Die Arbeiten plante Robert Thomson. Die Gebäude Nummer neun und zehn wurden vor 1975 restauriert.

## Beschreibung
Die Gebäudezeile liegt am Ostrand des Kelvingrove Parks. Die Gebäudegruppe 1–22 Woodside Terrace schließt sich am westlichen Abschluss an. Die zwei- bis dreistöckige, klassizistisch ausgestaltete Gebäudezeile ist in einem Bogen geführt. Die Hauptfassaden der einzelnen Häuser sind jeweils drei Achsen weit. Mit Ausnahme der Hausnummern 14 und 15 sind die Fassaden im Erdgeschoss rustiziert. Darüber verläuft ein Fenstergesimse. Kurze Vortreppen führen zu den rechts gelegenen Eingangstüren. An dem gepaarten Eingangsbereich der Hausnummern 14 und 15 sind die Eingangstüren mit dorischen Säulen, Fries und Balkon gestaltet. Die Gebäude schließen teils mit Steinbalustrade. Die Dächer sind mit Schiefer eingedeckt.